# Haus Bellomont
Haus Bellomont (Alternativtitel: Haus Bellomont – Die verborgene Leidenschaft der Lily Bart; Originaltitel: The House of Mirth) ist ein US-amerikanisch-britisch-französisch-deutsches Filmdrama aus dem Jahr 2000. Regie führte Terence Davies, der auch das Drehbuch anhand des Romans von Edith Wharton Das Haus der Freude schrieb.

## Handlung
Die Handlung spielt in der Zeit der Belle Époque in New York City. Lily Bart und der Anwalt Lawrence Selden kennen sich seit längerer Zeit und finden sich gegenseitig anziehend. Da Selden nicht vermögend ist, entwickelt sich die Freundschaft zu keiner Beziehung.
Bart begleitet die Eheleute Augustus und Judy Trenor während eines Yachtausflugs, zu dem sie von Bertha Dorset eingeladen wird. Die Umgebung nimmt an, Lily und Augustus hätten eine Affäre, worauf es zum Skandal kommt. Barts Tante streicht sie vom Testament, worauf Bart eine Stelle als Sekretärin annimmt. Nach einiger Zeit kündigt sie diesen Job und findet einen anderen, wo sie gekündigt wird. Sie nimmt eine Überdosis eines Schlafmittels und stirbt.

## Kritiken
Derek Elley schrieb in der Zeitschrift Variety vom 10. August 2000, der Film sei visuell reichhaltig, aber emotional trocken. Er sei eher eine Ansammlung der Szenen aus dem Roman als eine dramaturgisch involvierende Adaptation, die ihre Charaktere und die gezeigte Zeitperiode zum Leben bringen würde. Die Darstellung von Gillian Anderson sei ausbalanciert und diszipliniert.
Film-Dienst schrieb, der „ungewöhnliche Film“ verbinde „historische Genauigkeit und ironische Kritik mit einer komplexen psychologischen Studie der Hauptfigur“. Er bediene sich „trotz aller äußerlichen Pracht der Ausstattung“ „eines asketischen, tableauhaften Stils, der es dem Zuschauer“ ermögliche, „die rein historische Perspektive zu durchbrechen“. Er sei „einer der besten Filme seines Genres, dem eine eigenständige, aber völlig adäquate Umsetzung der literarischen Vorlage gelungen“ sei.

## Hintergründe
Der Film wurde in Glasgow und in einigen anderen Orten in Schottland sowie in Südfrankreich gedreht. Seine Produktionskosten betrugen schätzungsweise 10 Millionen US-Dollar. Die Weltpremiere fand am 5. August 2000 auf dem Internationalen Filmfestival von Locarno statt. Am 13. September 2000 wurde der Film auf dem Toronto International Film Festival gezeigt, dem zahlreiche weitere Filmfestivals folgten. Er spielte in den Kinos der USA ca. 3 Millionen US-Dollar ein.
In Deutschland war der 12. September 2001 als ursprünglicher Kinostarttermin avisiert. Auf Grund der Insolvenz des Verleihers Kinowelt AG einige Tage zuvor lief der Film jedoch nie offiziell an.
Am 28. November 2008 erschien der Film auf DVD bei Alive AG.

## Auszeichnungen
Gillian Anderson gewann im Jahr 2000 den British Independent Film Award, der Film und Terence Davies als Regisseur wurden für den gleichen Preis nominiert. Terence Davies wurde 2000 für den Golden Spike des Valladolid International Film Festivals und für den Grand Prix des Flanders International Film Festivals nominiert.
Don Taylor gewann im Jahr 2001 als Art Director den Golden Satellite Award. Gillian Anderson, Terence Davies als Drehbuchautor und die Kostüme wurden für den gleichen Preis nominiert. Gillian Anderson, Terence Davies als Regisseur, die Produzentin Olivia Stewart und der Film als Britischer Film des Jahres wurden 2001 für den London Critics Circle Film Award nominiert. Olivia Stewart und Terence Davies wurden 2001 für den British Academy Film Award in der Kategorie Bester britischer Film nominiert. Terence Davies wurde 2001 für den USC Scripter Award nominiert und erhielt einen Preis des Istanbul International Film Festivals.
Gillian Anderson und Terence Davies als Drehbuchautor erhielten im Jahr 2002 den Chlotrudis Award.